# Anna Olsson (ski)
Pour les articles homonymes, voir Anna Olsson.
Anna Olsson née Dahlberg, née le 1er mai 1976 à Kramfors, est une ancienne skieuse de fond suédoise.

## Biographie
Elle est l'épouse de Johan Olsson. Elle a commencé sa carrière en 1996 et fait ses débuts en Coupe du monde en 1997. En décembre 2003, elle monte sur son premier podium individuel en terminant deuxième du sprint classique de Val di Fiemme. Le 4 février 2006, quelques jours avant le début des Jeux olympiques de Turin, elle remporte son premier succès en carrière au sprint libre de Davos. Elle devient ensuite championne olympique de sprint par équipes (classique) avec Lina Andersson.
En 2010, elle gagne un sprint à Stockholm, une étape des Finales de la Coupe du monde.
Elle prend sa retraite sportive à la fin de la saison 2009-2010 à 34 ans, après être arrivée 4e en sprint libre lors des Jeux Olympiques d'Hiver de 2010. 
Elle a une homonyme, Anna Olsson, qui est aussi sa compatriote, et qui pratique, elle, le canoë-kayak. 

## Palmarès

### Jeux olympiques
| Épreuve / Édition            | Salt Lake City 2002 | Turin 2006 | Vancouver 2010 |
| Sprint Libre                 | 33e                 | 10e        | -              |
| Sprint Classique             | -                   | -          | 4e             |
| Sprint Classique par équipes | -                   | Or         |                |
| 10 km Classique              | 40e                 | -          | -              |
| 10 km libre                  | -                   | -          | 24e            |
| 15 km Libre départ en ligne  | 36e                 | -          | -              |
| 30 km Classique              | 39e                 | -          | -              |
| 30 km Libre départ en ligne  | -                   | -          | 9e             |
| Relais 4 × 5 km              | 12e                 | 4e         | 5e             |

### Championnats du monde
| Épreuve / Édition                         | Épreuve / Édition               | Trondheim 1997 | Lahti 2001 | Val di Fiemme 2003 | Oberstdorf 2005 | Sapporo 2007 | Liberec 2009 |
| Sprint                                    | Classique                       |                |            |                    | 4e              | 4e           |              |
| Sprint                                    | Libre                           |                | 26e        | 22e                |                 |              | 6e           |
| Sprint par équipes                        | Classique                       |                |            |                    |                 |              | Argent       |
| Sprint par équipes                        | Libre                           |                |            |                    | 9e              |              |              |
| 10 km                                     | Classique                       |                |            | 23e                |                 |              | 12e          |
| 10 km                                     | Libre                           |                |            |                    |                 | 20e          |              |
| 10 km                                     | Poursuite                       |                | 43e        |                    |                 |              |              |
| 15 km Libre                               | 15 km Libre                     | 47e            |            |                    |                 |              |              |
| Poursuite 7,5 km classique + 7,5 km libre |                                 |                |            |                    |                 |              |              |
| 30 km Classique départ en ligne           | 30 km Classique départ en ligne |                |            |                    | DNS             |              |              |
| Relais 4 × 5 km                           | Relais 4 × 5 km                 |                |            | 6e                 | 8e              |              |              |

### Coupe du monde
- 11e du classement général de la 2005.
  - Meilleur classement en sprint : 3e en 2004 et 2005.
- 18 podiums :
  - 12 podiums en épreuve individuelle dont 1 victoire.
  - 6 podiums en par équipe dont 1 victoire.

 Dernière mise à jour le 15 décembre 2009 

#### Courses à étapes
- 2 podiums, dont 1 victoire d'étape.

#### Victoire en Coupe du monde
| Date           | Lieu  | pays   | Compétition |
| -------------- | ----- | ------ | ----------- |
| 4 février 2006 | Davos | Suisse | SP TL       |

Légende :

TC = classique

TL = libre

MS = départ en masse

HS = départ avec handicap

PU = poursuite

##### Victoires d'étapes
| Date         | Lieu      | pays  | Compétition | Discipline |
| ------------ | --------- | ----- | ----------- | ---------- |
| 17 mars 2010 | Stockholm | Suède | Finales     | SP TC      |

Légende :

TC = classique

TL = libre

MS = départ en masse

HS = départ avec handicap

PU = poursuite